# Messingen
Die Gemeinde Messingen liegt im Süden des Landkreises Emsland und ist Teil der Samtgemeinde Freren.

## Geografie
Die Gemeinde Messingen liegt im Schnittpunkt der Landesstraßen L 57, L 58 und der Kreisstraße K 322 etwa 13 km südöstlich von Lingen.
Zu Messingen gehören die Bauerschaften Brümsel (im Südwesten) und Völleringhook (im Nordosten).
Nachbargemeinden sind im Norden die Gemeinde Thuine, Baccum und Langen, im Osten die Stadt Freren, im Süden die Gemeinde Beesten und im Westen die Stadt Lingen und die Gemeinde Lünne.

## Herkunft des Namens
Der Name des Ortes kommt als Masinge im Corveyer Heberegister vor. Die Herkunft des Namens ist nicht ganz sicher. Nach Jellinghaus scheint ein Eigenname mit der Bedeutung Wald der Masinge dahinter zu stecken. Das Grundwort -ingen steht für eine Ortsnamenendung germanischen Ursprungs und bezeichnet die siedelnde Sippe.

## Geschichte
Im Heberegistern der Abtei Werden wird Messingen erstmals bereits 835 als zum Venkigau gehöriger Ort erwähnt. Die Tributpflicht scheint von Werden nach Corvey gewechselt zu haben. In einer Urkunde des Klosters Corvey von 836 bis 891 wird berichtet, dass Garward und Erb einen Teil des Messinger Waldes an Corvey schenkten, was durch Hohrid, Aldmer, Ragenwig, Pumi, Bernold und Ardwich bezeugt wurde. Ziozo und Baessi lieferten jährlich sechs Maß Honig und ein Schaf, Gerold acht Scheffel Gerste, zwei Schafe und eineinhalb Krüge Honig.
Messingen gehörte im Mittelalter zur Grafschaft Tecklenburg. Nach der Niederlage der Tecklenburger Grafen im Schmalkaldischen Krieg wurde Beesten 1548 ein Teil der Grafschaft Lingen.
Der Dreißigjährige Krieg hinterließ auch in Messingen Spuren. So kamen 1623 die Mansfelder und kurz darauf die Kaiserlichen. Sie raubten und verwüsteten das Land und die Kirche.
Im Jahre 1806 wurde Messingen von Thuine abgepfarrt und zu einer eigenen Pfarrei erhoben.

### Bevölkerungsentwicklung
| Jahr      | 1794 | 1832 | 1850 | 1862 | 1875 | 1900 | 1925 | 1933 | 1939 | 1950 | 2006  | 2008  |
| --------- | ---- | ---- | ---- | ---- | ---- | ---- | ---- | ---- | ---- | ---- | ----- | ----- |
| Einwohner | 491  | 725  | 702  | 667  | 584  | 621  | 681  | 760  | 747  | 979  | 1.184 | 1.105 |

## Politik

### Gemeinderat
Dem Gemeinderat setzt sich aus 11 Ratsfrauen und -herren zusammen. Die Ratsmitglieder werden durch eine Kommunalwahl für jeweils fünf Jahre gewählt. Die aktuelle Amtszeit begann am 1. November 2021 und endet am 31. Oktober 2026.
| Partei | 2021 |    | 2016 | 2011 |
| ------ | ---- | -- | ---- | ---- |
| CDU    | 10   | 11 | 11   |      |
| SPD    | 1    | –  | –    |      |

### Bürgermeister
- Seit 2016 Ansgar Mey (CDU)[6]
- 1991–2016 August Roosmann (CDU)[7]

## Kirche St. Antonius
Bereits im Jahr 1295 gab es in Messingen eine Antonius-Kapelle. An Sonn- und Festtagen, zur Taufe, zur Erstkommunion, zur Eheschließung und zu Beerdigungen gingen die Einwohner von Messigen in die Pfarrkirche Thuine. 1806 wurde dann in Messingen eine eigene Kirchgemeinde gebildet.
Am 7. August 1862 wurde der Grundstein zur heutigen Kirche St. Antonius gelegt. Die alte Kapelle war nicht nur zu klein geworden, sondern an einigen Stellen baufällig. Nur der Turm konnte von der alten Kapelle erhalten und in den Neubau integriert werden. Die feierliche Konsekration fand am 30. November 1863 statt, bis zur endgültigen Fertigstellung am 29. Juli 1868 vergingen aber noch fast fünf Jahre. 1868 bekam die Kirche die erste Orgel; die heutige Orgel stammt aus dem Jahr 1959. In den Jahren 1991 bis 1993 fanden umfangreiche Sanierungsmaßnahmen im Außen- und Innenbereich der Kirche statt.

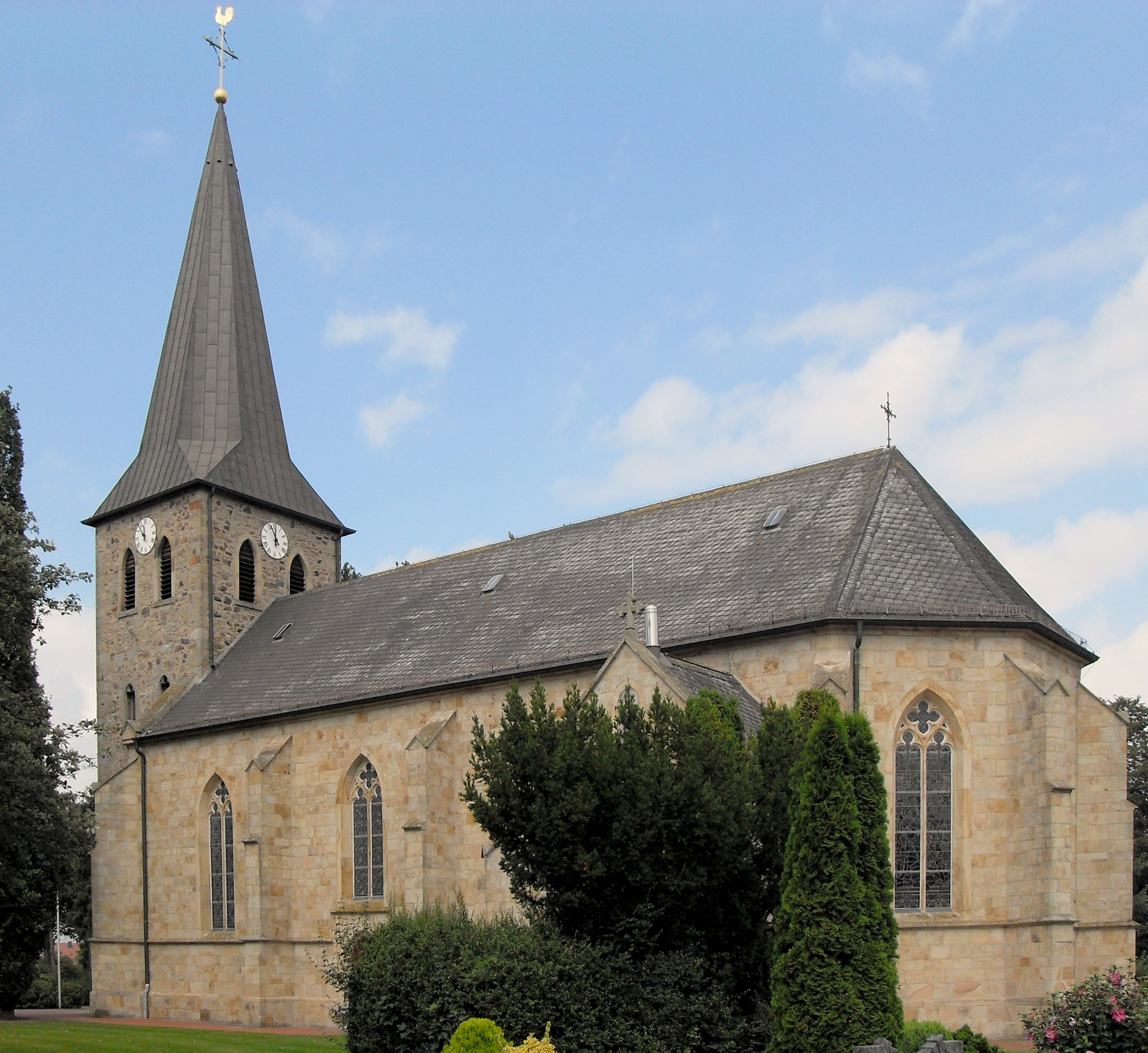
Südseite der Kirche
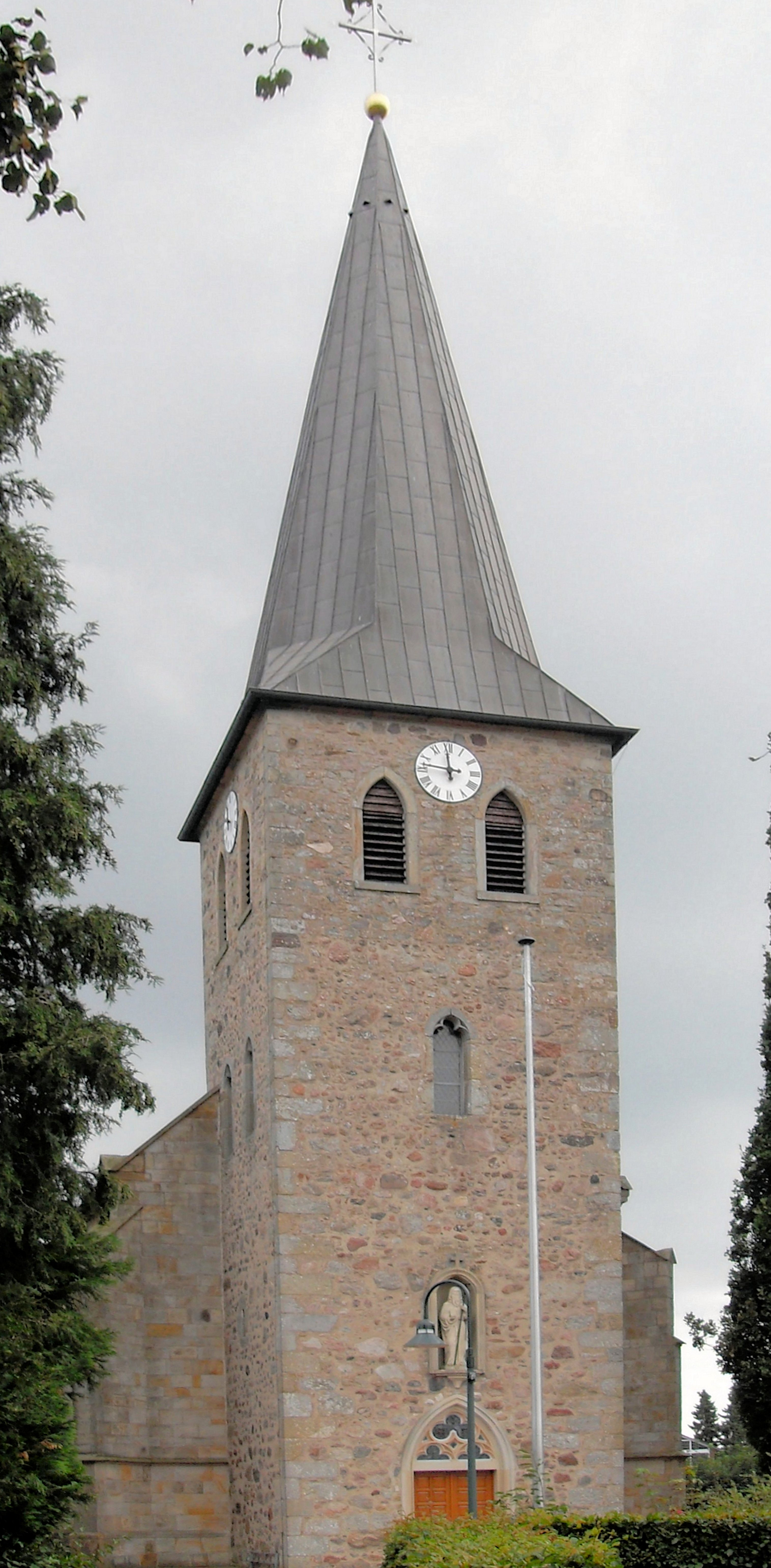
Kirchturm
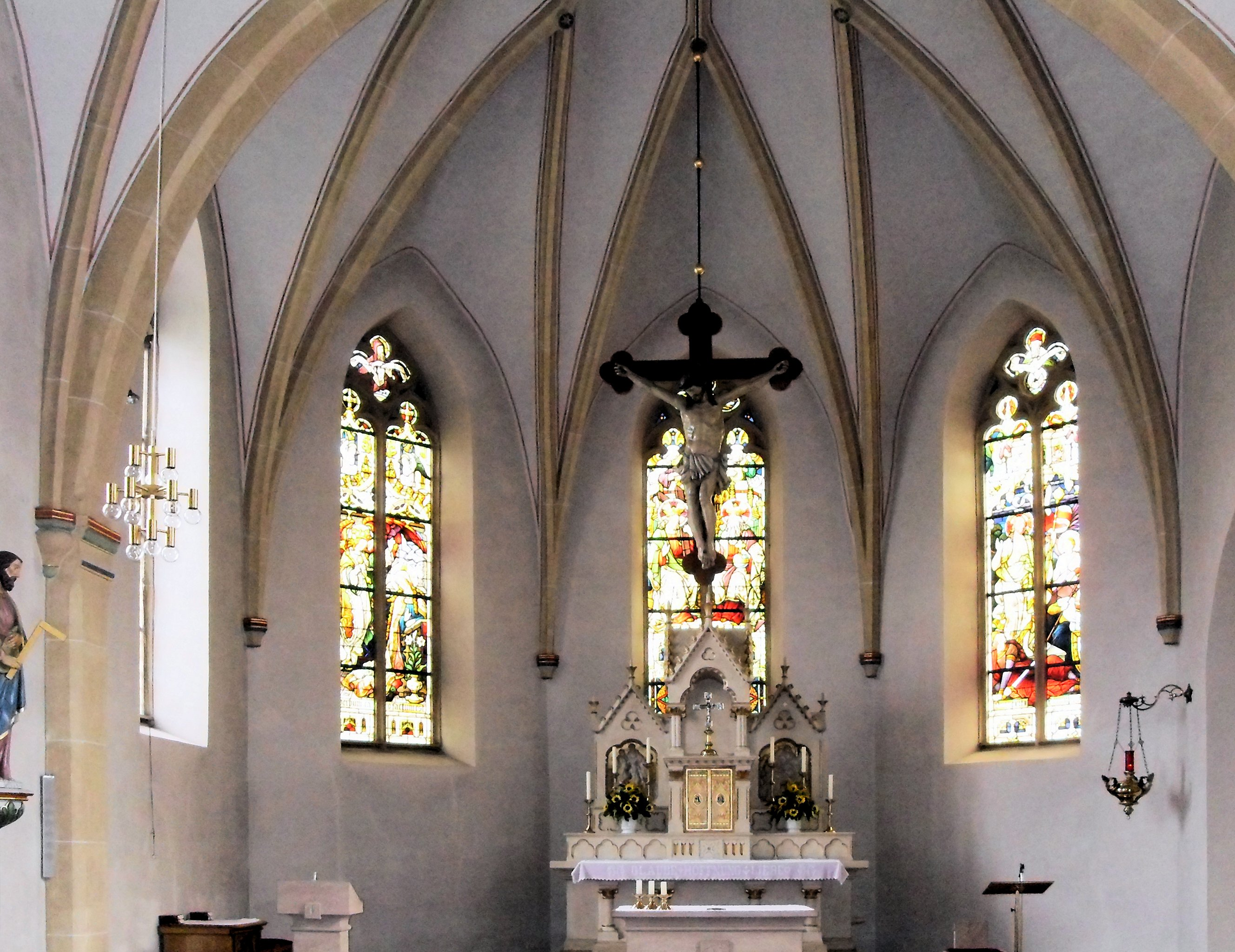
Altar
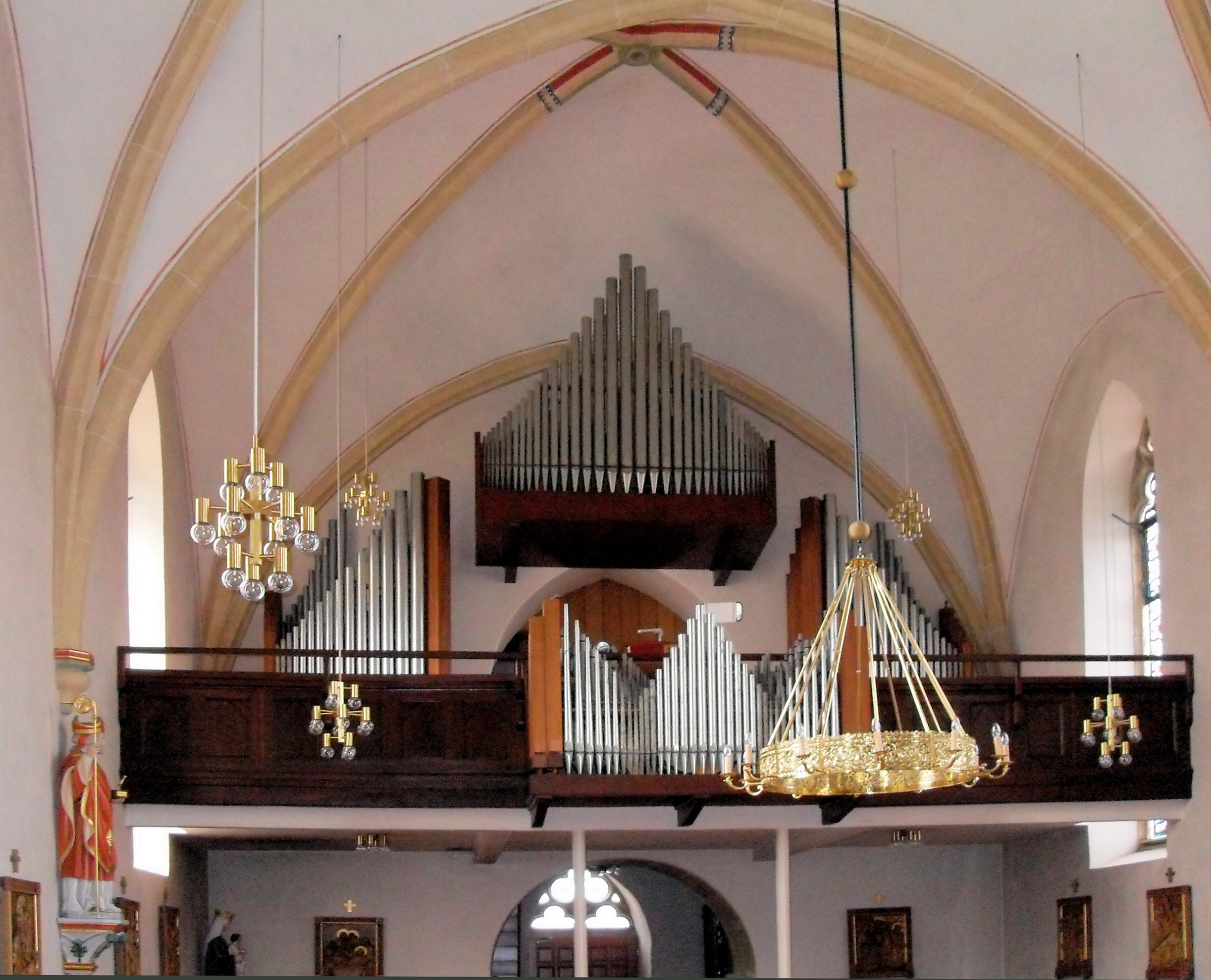
Orgel

## Wirtschaft und Infrastruktur

### Verkehr
Die nächsten Autobahnanschlussstellen sind Rheine-Nord an der Autobahn A 30 sowie Lingen an der A 31.
Die B 70 verläuft 5 Kilometer westlich durch Lünne und die B 214 führt 4 Kilometer nördlich an Thuine vorbei. In Osnabrück und Münster befinden sich die nächsten ICE-Bahnhöfe.
Der Flughafen Münster/Osnabrück ist knapp 50 km entfernt.

## Söhne und Töchter des Ortes
- Mathilde Vaerting (1884–1977), Soziologin
Am 1. März 2019 wurde vom Landesfrauenrat Niedersachsen in Messingen der frauenORT Mathilde Vaerting eröffnet.[9]
- Franz Holthus (1909–1990), Politiker (Zentrum)